# Lise Selnes

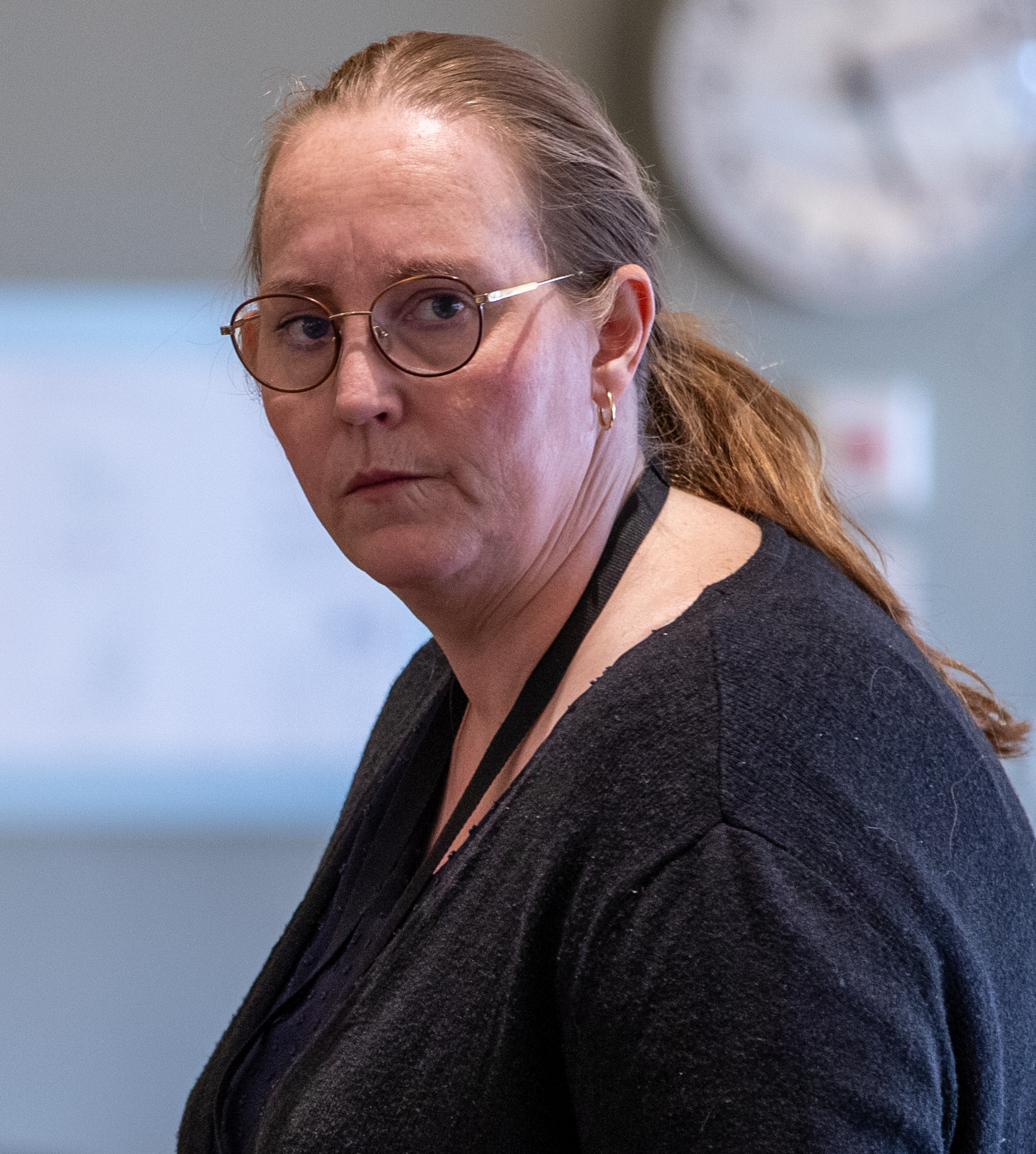
Lise Selnes, 2024

Lise Selnes (* 11. November 1976) ist eine norwegische Politikerin der sozialdemokratischen Arbeiderpartiet (Ap). Seit 2021 ist sie Abgeordnete im Storting.

## Leben
Selnes stammt aus der Kommune Stange und arbeitete ab 1999 als Lehrerin in Nord-Odal. In den Jahren 2011 bis 2021 fungierte sie als Bürgermeisterin von Nord-Odal. Die Arbeiderpartiet erreichte bei den Kommunalparteien 2011 und 2015 jeweils eine absolute Mehrheit. Nach der Kommunalwahl 2019, bei der die Arbeiderpartiet unter Selnes 41,6 % der Stimmen holte, konnte sie durch eine Zusammenarbeit mit der Senterpartiet und der Sosialistisk Venstreparti erneut Bürgermeisterin werden.
Selnes zog bei der Parlamentswahl 2021 erstmals in das norwegische Nationalparlament Storting ein. Dort vertritt sie den Wahlkreis Hedmark und wurde Mitglied im Bildungs- und Forschungsausschuss.